# Kreis Darmstadt

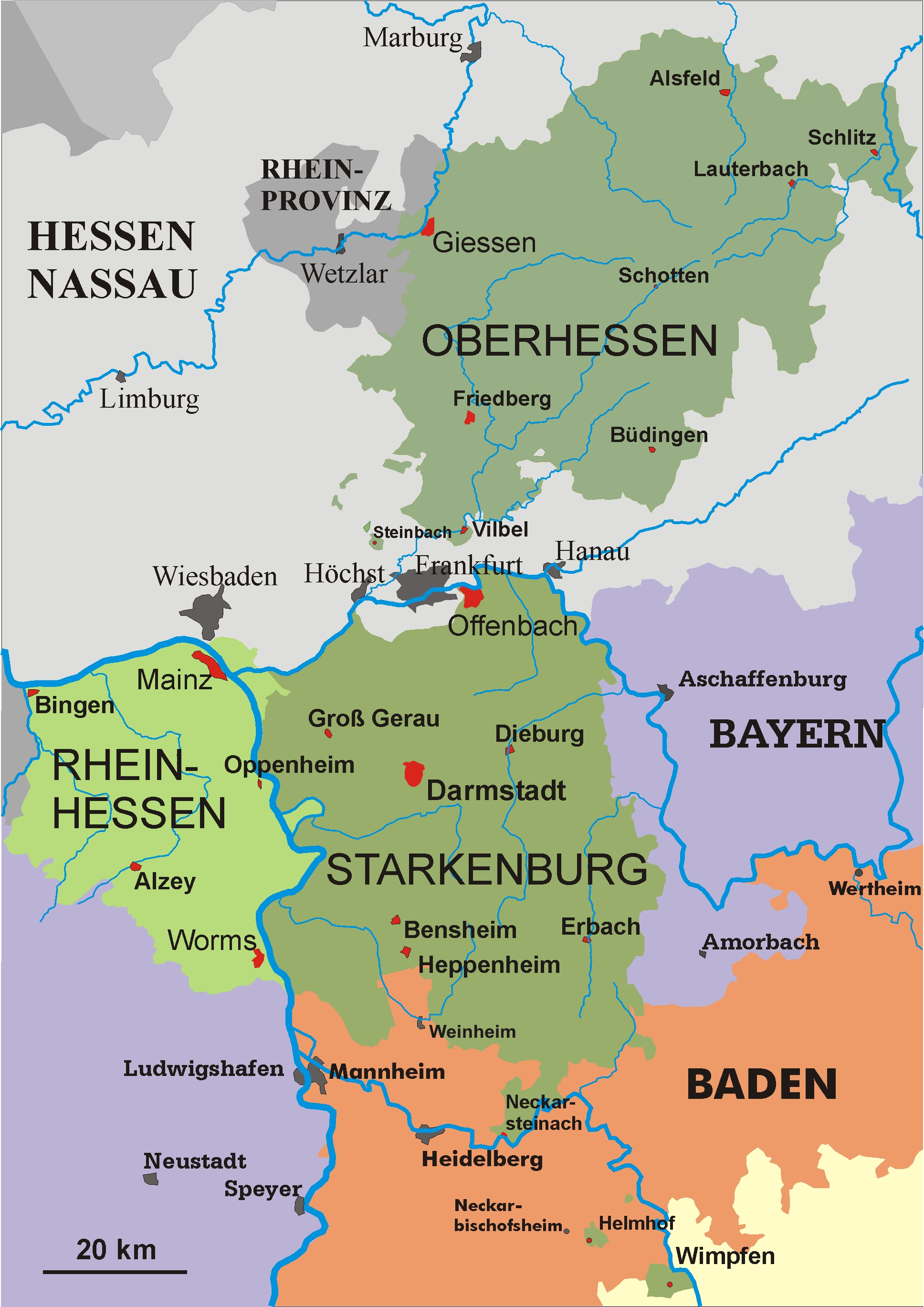
Hessen im Jahr 1930

Der Landkreis Darmstadt (bis 1938 Kreis Darmstadt) war ein Landkreis im Großherzogtum Hessen, im Volksstaat Hessen und im deutschen Bundesland Hessen. Die Stadt Darmstadt schied am 1. November 1938 als kreisfreie Stadt aus dem Kreis aus, blieb aber Verwaltungssitz. Der Landkreis ging 1977 zusammen mit dem Landkreis Dieburg im neuen Landkreis Darmstadt-Dieburg auf.

## Geographie

### Einordnung des Kreises in das Großherzogtum Hessen
Zusammen mit den Kreisen Bensheim, Dieburg, Erbach, Groß-Gerau, Heppenheim und Offenbach sowie zeitweise mit den Kreisen Lindenfels, Neustadt und Wimpfen bildete der Kreis Darmstadt die Provinz Starkenburg, die wiederum zusammen mit den Provinzen Oberhessen und Rheinhessen das Großherzogtum Hessen darstellten.

### Nachbarkreise
Der Landkreis grenzte 1976 im Uhrzeigersinn im Norden beginnend an die Landkreise Offenbach und Dieburg, den Odenwaldkreis sowie die Landkreise Bergstraße und Groß-Gerau.

## Geschichte

### Territoriale Entwicklung
Nach der Verkündung der Verfassung des Großherzogtums Hessen am 17. Dezember 1820 folgte am 14. Juli 1821 eine umfassende Verwaltungsreform. Statt der Ämter wurden nun größere Landratsbezirke gebildet, darunter auch der Landratsbezirk Darmstadt. Er ging bei der nächsten Gebiets- und Verwaltungsreform 1832 im neuen Kreis Darmstadt auf.
Am 31. Juli 1848 wurde der Kreis Darmstadt mit dem Kreis Groß-Gerau und Teilen des Kreises Offenbach zum Regierungsbezirk Darmstadt zusammengeschlossen. Diese Verwaltungsreform galt jedoch nur knapp vier Jahre, denn am 12. Mai 1852 wurde die Zusammenlegung wieder aufgehoben. Dabei entstand ein neu abgegrenzter Kreis Darmstadt aus der Stadt Darmstadt sowie Teilen der Landgerichtsbezirke Gernsheim, Groß-Gerau, Langen, Reinheim und Zwingenberg.
Am 1. Juli 1874 wurde dem Kreis Darmstadt im Rahmen einer hessischen Kreisreform die Gemeinde Malchen aus dem Kreis Bensheim zugeschlagen.
Am 1. November 1938 wurde in Südhessen eine umfangreiche Gebietsreform durchgeführt:
- Die Stadt Darmstadt schied aus dem Kreis Darmstadt aus und bildete einen eigenen Stadtkreis
- Der restliche Kreis bildete seitdem den Landkreis Darmstadt.
- Aus dem aufgelösten Kreis Bensheim wechselten die Gemeinden Alsbach, Balkhausen, Bickenbach, Hähnlein, Jugenheim, Ober-Beerbach und Seeheim in den Landkreis Darmstadt.
- Aus dem Kreis Dieburg wechselten die Gemeinden Allertshofen, Brandau, Ernsthofen, Frankenhausen, Herchenrode, Hoxhohl, Lützelbach, Neunkirchen, Neutsch, Nieder-Modau, Ober-Modau, Rohrbach und Wembach in den Landkreis Darmstadt.

Der Landkreis Darmstadt umfasste danach zunächst 39 Gemeinden. Am 1. April 1952 wechselten die drei Gemeinden Asbach, Klein-Bieberau und Webern aus dem Landkreis Dieburg in den Landkreis Darmstadt. Die nunmehr 42 Gemeinden des Landkreises wurden im Rahmen der Gebietsreform in Hessen bis Ende 1976 auf 28 verringert.
Am 1. Januar 1977 wurde der Landkreis Darmstadt bis auf die Gemeinde Wixhausen, die nach Darmstadt eingemeindet wurde, mit dem Landkreis Dieburg zum Landkreis Darmstadt-Dieburg zusammengelegt.

### Einwohnerentwicklung
| Datum | Einwohner |
| ----- | --------- |
| 1852  | 54.273    |
| 1900  | 112.941   |
| 1910  | 137.773   |
| 1925  | 145.015   |
|       |           |
| 1939  | 59.052    |
| 1950  | 83.604    |
| 1961  | 97.439    |
| 1970  | 119.436   |
| 1976  | 134.800   |

## Wappen und Flagge
Wappen

Blasonierung: „In Blau 41 silberne Sterne um einen aufgelegten goldenen Herzschild mit rotem, blau-bezungtem und -bewehrtem Löwen.“
Das Wappen wurde dem Landkreis am 5. April 1962 durch den Hessischen Innenminister genehmigt.
Gestaltet wurde es durch den Bad Nauheimer Heraldiker Heinz Ritt.
Die 41 Sterne symbolisieren die 41 Städte und Gemeinden, die zur Entstehungszeit des Wappens Teil des Landkreises waren. Das Herzschild zeigt eine Abwandlung des Wappens der Grafen von Katzenelnbogen, zu deren Obergrafschaft die meisten Orte im Kreis gehörten.
Flagge
Die Flagge wurde dem Landkreis am 7. August 1962 durch das Hessische Innenministerium genehmigt und wird wie folgt beschrieben:
Flaggenbeschreibung: „In der Mitte des von Rot und Weiß geteilten Flaggentuches aufgelegt das Kreiswappen.“

## Gemeinden
Die folgende Tabelle enthält alle Gemeinden, die dem Landkreis Darmstadt während seines Bestehens angehörten sowie die Daten aller Eingemeindungen:
| Gemeinde                 | eingemeindet nach | Datum der Eingemeindung |
| ------------------------ | ----------------- | ----------------------- |
| Allertshofen             | Modautal          | 1. April 1971           |
| Alsbach                  | Alsbach-Hähnlein  | 1. Januar 1977          |
| Arheilgen                | Darmstadt         | 1. April 1937           |
| Asbach 1                 | Modautal          | 1. Januar 1977          |
| Balkhausen               | Jugenheim         | 31. Dezember 1971       |
| Bessungen                | Darmstadt         | 1. April 1888           |
| Bickenbach               |                   |                         |
| Brandau                  | Modautal          | 1. Januar 1977          |
| Braunshardt              | Weiterstadt       | 1. Juli 1973            |
| Darmstadt                | kreisfreie Stadt  | 1. November 1938        |
| Eberstadt                | Darmstadt         | 1. April 1937           |
| Eich                     | Eschollbrücken    | 31. Dezember 1971       |
| Ernsthofen               | Modautal          | 1. Januar 1977          |
| Erzhausen                |                   |                         |
| Eschollbrücken           | Pfungstadt        | 1. Januar 1977          |
| Frankenhausen            | Mühltal           | 1. Januar 1977          |
| Gräfenhausen             | Weiterstadt       | 1. Januar 1977          |
| Griesheim                |                   |                         |
| Hahn (bei Ober-Ramstadt) | Wembach           | 1927                    |
| Hahn                     | Pfungstadt        | 1. Juli 1972            |
| Hähnlein                 | Alsbach-Hähnlein  | 1. Januar 1977          |
| Herchenrode              | Ernsthofen        | 31. Dezember 1971       |
| Hoxhohl                  | Modautal          | 1. April 1971           |
| Jugenheim                | Seeheim-Jugenheim | 1. Januar 1977          |
| Klein-Bieberau 1         | Modautal          | 1. Januar 1977          |
| Lützelbach               | Brandau           | 31. Dezember 1971       |
| Malchen                  | Seeheim           | 31. Dezember 1971       |
| Messel                   |                   |                         |
| Modau 2                  | Ober-Ramstadt     | 1. Januar 1977          |
| Neunkirchen              | Brandau           | 31. Dezember 1971       |
| Neutsch                  | Modautal          | 1. Januar 1977          |
| Nieder-Beerbach          | Mühltal           | 1. Januar 1977          |
| Nieder-Modau             | Modau             | 1. Juli 1971            |
| Nieder-Ramstadt          | Mühltal           | 1. Januar 1977          |
| Ober-Beerbach            | Seeheim           | 31. Dezember 1971       |
| Ober-Modau               | Modau             | 1. Juli 1971            |
| Ober-Ramstadt            |                   |                         |
| Pfungstadt               |                   |                         |
| Rohrbach                 | Ober-Ramstadt     | 1. April 1972           |
| Roßdorf                  |                   |                         |
| Schneppenhausen          | Weiterstadt       | 1. Januar 1977          |
| Seeheim                  | Seeheim-Jugenheim | 1. Januar 1977          |
| Traisa                   | Mühltal           | 1. Januar 1977          |
| Waschenbach              | Nieder-Ramstadt   | 1. April 1972           |
| Webern                   | Klein-Bieberau    | 1. September 1959       |
| Weiterstadt              |                   |                         |
| Wembach                  | Ober-Ramstadt     | 1. Januar 1977          |
| Wixhausen                | Darmstadt         | 1. Januar 1977          |

## Kfz-Kennzeichen
Am 1. Juli 1956 wurde dem Landkreis bei der Einführung der bis heute gültigen Kfz-Kennzeichen das Unterscheidungszeichen DA zugewiesen. Es wird im Landkreis Darmstadt-Dieburg und in der kreisfreien Stadt Darmstadt durchgängig bis heute ausgegeben.

## Leitende Beamte
Kreisräte
- 1832–1848 Karl Rinck von Starck

Von 1848 bis 1852 bestanden im Großherzogtum Hessen keine Kreise. Die Aufgaben wurden von Regierungsbezirken wahrgenommen.
- 1852–1853 Karl Rinck von Starck
- 1853–1858 Friedrich Kritzler
- 1858–1870 Wilhelm von Willich gen. von Pöllnitz
- 1870–1874 Theodor Goldmann
- 1874–1881 Friedrich Küchler
- 1881 Karl Rothe
- 1881–1899 Gustav von Marquard
- 1899–1910 Ludwig von Senarclens-Grancy
- 1910–1917 (1922) Friedrich Wilhelm Fey

Kreisdirektoren
- (1910) 1917–1922 Friedrich Wilhelm Fey
- Wilhelm Best (1922–1924)
- Eugen Kranzbühler (1924–1928)
- Heinrich Gebhardt (1928–1934)
- Karl Meisel (1934)
- Karl Jann (1934–1937)

Landräte
- Georg Wink (SPD) (1945–1962)[14]
- Gustav Krämer (SPD) (1962–1973)
- Heinrich Baumann (SPD) (1973–1977)

(Quelle:)